# Edmund Kamiński
Edmund Kamiński (kaszub. Édmùnd Kamińsczi; ur. 23 września 1934 w Kartuzach, zm. 3 listopada 2022 w Wejherowie) – polski bibliofil, działacz kaszubski, fotografik, znawca kultury kaszubskiej.

## Życiorys
W 1956 roku był jednym z współtwórców kartuskiego oddziału Zrzeszenia Kaszubsko-Pomorskiego, założył i pełnił funkcję prezesa w Klubie Młodej Inteligencji Kaszubskiej w Kartuzach (1958). Pracował wówczas jako księgowy. W 1961 roku przeprowadził się do Wejherowa, gdzie dwa lata później zdał maturę (wcześniej ukończył szkołę zawodową w Kartuzach). 28 listopada 1967 roku stanął na czele komitetu założycielskiego Muzeum Piśmiennictwa i Muzyki Kaszubsko-Pomorskiej w Wejherowie, do którego przez kilka poprzednich lat gromadził zbiory. Od 1969 roku zajął się pracą muzealniczą – był szefem Działu Zbiorów Specjalnych MPiMK-P, nadal aktywnie poszukując eksponatów na całych Kaszubach. W latach 1976–1989 przewodził oddziałowi Zrzeszenia Kaszubsko-Pomorskiego w Wejherowie, był też radnym miejskim przez kilka kadencji. W 1982 roku zainicjował powołanie Społecznego Komitet Budowy Pomnika Jakuba Wejhera, który osiągnął swój cel w roku 1991, kiedy to na rynku wejherowskim stanął pomnik założyciela miasta. 
W latach 1988–1991 był redaktorem naczelnym nieregularnego informatora „Moje Wejherowo”, a w latach 1992–1993 wznowionej „Zrzeszy Kaszëbskiej”. W 1980 roku został uhonorowany Medalem Stolema, a w 2000 roku Statuetką Jakuba Wejhera za szczególne zasługi dla miasta Wejherowa. Był członkiem wielu stowarzyszeń naukowych i organizacji społecznych.
Po przejściu na emeryturę zajął się fotografiką – zorganizował kilkadziesiąt wystaw tematycznych (głównie indywidualnych) na Kaszubach i za granicą (Niemcy, Francja, Szwecja). Wszędzie spotkały się one z dużym uznaniem. Głównym tematem ekspozycji E. Kamińskiego są Kaszuby – ich przyroda, poszczególne miejscowości oraz wybitni działacze kaszubscy. W 2000 roku wydał album Kaszubskie Pory Roku w obiektywie Edmunda Kamińskiego, będący wynikiem kilkunastu lat pracy i wędrówek po regionie.
Najważniejsze prace E. Kamińskiego to: Wydawnictwa wejherowskiej poligrafii (1845–1972) (1972), monografia Gdańskie Zakłady Papiernicze Przemysłu Terenowego. Drukarnia Wejherowo w okresie 50-lecia (1922–1972) (1972), monografia Aleksander Janta-Połczyński. Podróżnik, poeta, prozaik (1976), Morze i krajobraz kaszubski w malarstwie Mariana Mokwy (1978), broszura specjalna Pasja twórczego życia. Marian Mokwa, Jan Trepczyk, Aleksander Labuda (1979), Sławoszyńskie korzenie Jagalskich (1993), monografia Guczow Mack czyli Aleksander Labuda (1902–1981) (1995). Miał w planach wydanie dwutomowej monografii Jana Trepczyka. 
Udzielał się w życiu społecznym Wejherowa, w różnych uroczystościach, w Chórze im. Jana Trepczyka, dyrygowanym przez żonę - Zofię, przybraną córkę Trepczyka), w pracach naukowych, tworzył wystawy popularyzujące kaszubszczyznę. Miał trójkę dzieci: Janinę, Witosławę, zam. Frankowską (muzyk, działacz kaszubski, autorka kaszubskiej encyklopedii muzycznej) oraz Radosława (w latach 2007–2013 dyrektor Muzeum Piśmiennictwa i Muzyki Kaszubsko-Pomorskiej w Wejherowie). Mieszkał w Wejherowie. Pochowany został w tym mieście na cmentarzu komunalnym.